# 沙马涅
沙马涅（法語：Chamagne，法語發音：[ʃamaɲ] ⓘ）是法国大東部大區孚日省的一个市镇，属于埃皮纳勒区。

## 地理
沙马涅（48°24'30"N, 6°16'48"E）面积15.29 平方千米，位于法国大東部大區孚日省，该省份为法国东北部内陆省份，北起默兹省和默尔特-摩泽尔省，西接上马恩省，南至上索恩省和贝尔福地区省，东临上莱茵省和下莱茵省。
与沙马涅接壤的市镇（或旧市镇、城区）包括：圣日耳曼、沙尔姆、索库尔、格里波尔、班维尔欧米鲁瓦尔、维拉库尔。

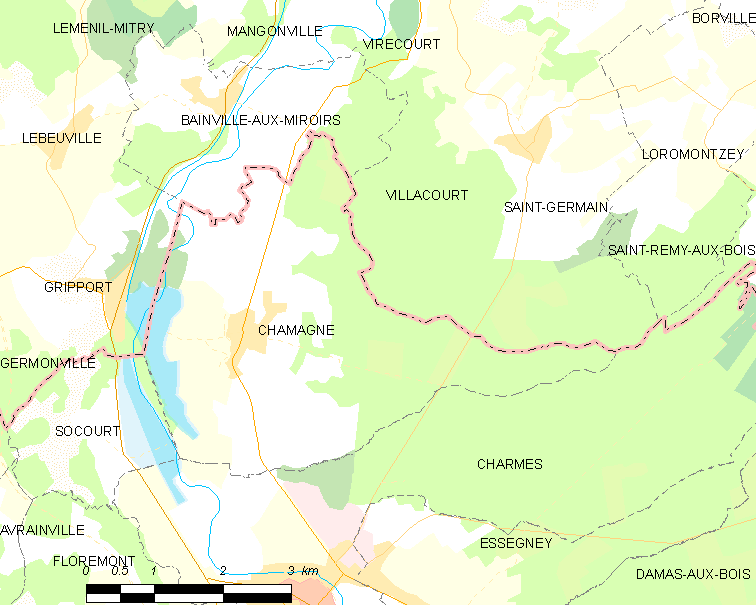
沙马涅的OSM定位图

沙马涅的时区为UTC+01:00、UTC+02:00（夏令时）。

## 行政
沙马涅的邮政编码为88130，INSEE市镇编码为88084。

## 政治
沙马涅所属的省级选区为沙尔姆县。

## 人口

1962-2008年间沙马涅人口变化图示

沙马涅于2022年1月1日时的人口数量为442人。